# Philoponella arizonica
Philoponella arizonica es una especie de araña araneomorfa del género Philoponella, familia Uloboridae. Fue descrita científicamente por Gertsch en 1936.
Habita en México y los Estados Unidos.